# Escuela de vagabundos
Escuela de vagabundos és una pel·lícula mexicana de 1955 protagonitzada per Pedro Infante i Miroslava Stern; producció de Diana Films S. A. sota la direcció de Rogelio A. González. La pel·lícula també compta amb la participació especial de: Blanca de Castejón, Óscar Pulido, Annabelle Gutiérrez, Fernando Casanova, Liliana Durán, Eduardo Alcaraz, Dolores Camarillo, Óscar Ortiz de Pinedo, Aurora Walker, Carlos Bravo y Fernández, Ramón Valdés, i Carlos Robles Gil.
Escuela de vagabundos eestà basada en un argument de J. Jevne i és una versió de la pel·lícula Merrily We Live (1938), tot un clàssic del screwball. Una altra versió mexicana de la mateixa història és El criado malcriado (1969), protagonitzada per Mauricio Garcés i Rosa María Vázquez.

## Sinopsi
La pel·lícula gira entorn de la peculiar família Valverde. Emília (Blanca de Castejón) és mestressa de casa i té per costum protegir, alimentar i donar asil a tots els vagabunds que s'acosten a la seva llar. Malgrat les contínues crítiques de la família, ja que tots aquells als quals ha ajudat els han robat, ella segueix obstinada a rescatar a quant mendigo pugui. La família la completen el seu espòs Miguel (Óscar Pulido) i les seves filles Susana (Miroslava Stern) i Laura (Annabelle Gutiérrez).
D'altra banda, el compositor de moda José Alberto Medina (Pedro Infante) demana a un amic (José Muñoz) que li presti el seu automòbil per a anar de cacera; en conduir el vehicle per una carretera en pujada l'acte s'escalfa i es queda parat, Alberto baixa d'aquest per a posar-li aigua, però en no tenir posat el fre de mà cau al fons d'un barranc. El senyor Medina necessita avisar de l'ocorregut al seu amic, per la qual cosa ha de buscar un telèfon i arriba a la luxosa casa de la família Valverde. Quan toca a la porta perquè li permetin fer una crida, creuen que és un rodamón degut al seu esparracat aspecte. Atret per Susy, ell els segueix el corrent i accepta que l'ajudin donant-li el lloc de xofer, amb el qual pot fer la seva lluita i que la senyoreta Valverde li faci cas.
Els embolics no es fan esperar, sobretot quan Miguel demana a la seva esposa Emilia que tiri al rodamón, ja que tenen de convidats a la família Vértiz i vol tractar un negoci important amb el Sr. Vértiz (Óscar Ortiz de Pinedo), president del Banc d'Orient, de la Cambra de Comerç del Centre, de la Beneficència llatinoamericana i del Club de Tigres, al qual ha demanat la seva ajuda.
Els Valverde es troben en constant tensió ja que creuen que Alberto a l'ésser un rodamón podria fer-los quedar en ridícul en qualsevol moment; però el Sr. Vértiz entaula una prèdica amistosa amb ell, ja que creu que és soci comercial de Miguel Valverde. El conflicte amorós entre Susana Valverde i Alberto Medina continua i es fa més fort quan Patricia Vértiz (Liliana Durán) s'interessa en ell, generant gelosia en Susy pels constants coquetejos que li fa Paty a Alberto.
L'últim embolic d'aquesta comèdia per resoldre és la defunció d'Alberto, ja que la policia de trànsit troba destrossat l'automòbil on viatjava el compositor i la premsa creu que ha mort.

## Repartiment
- Pedro Infante.... Alberto Medina (Compositor i rodamón).
- Miroslava Stern.... Susana "Susy" Valverde.
- Blanca de Castejón.... Emilia de Valverde
- Óscar Pulido.... Miguel Valverde
- Annabelle Gutiérrez.... Laura "Lala" Valverde.
- Fernando Casanova.... Mauricio Jiménez (Novio de Susy).
- Liliana Durán…. Patricia Vértiz
- Eduardo Alcaraz.... Audifaz (Mayordomo).
- Dolores Camarillo.... Pancha (Servicio doméstico).
- Óscar Ortiz de Pinedo.... Sr. Humberto Vértiz (President del Banco de Oriente).
- Aurora Walker.... Señora de Vértiz
- Ramón Valdés.... (Taxista)
- Carlos Bravo y Fernández.... Romualdo Pérez (Personal de l'agència de servei).
- Alicia Téllez Girón.... Sra. Ángela Ibáñez (Invitada).
- Carlos Robles Gil.... Sr. Gómez (Invitat).
- José Muñoz.... (Amic d'Alberto i propietari del vehicle Ford que cau pel barranc).

## Premis
La pel·lícula va ser guardonada amb dos premis Ariel sobre la base del reconeixement actoral de 2 dels seus intèrprets.
| Guardó       | Categoria                   | Guanyadora          |
| ------------ | --------------------------- | ------------------- |
| premis Ariel | millor co-actuació femenina | Blanca de Castejón  |
| premis Ariel | millor actuació juvenil     | Annabelle Gutiérrez |

## Producció
És una producció de Diana Films S. a., la pel·lícula és una cinema comèdia de Paulino Masip i Fernando de Fuentes (productor executiu), basada en l'argument de J. Jevne, sota la direcció de Rogelio A. González, fotografia de Rosalío Solano, l'escenografia de Javier Torres Torija, edició de José W. Busts, musicalitzat per Manuel Esperón, diàlegs de José D. Pérez, maquillatge per Dolores C. Frausto i la decoració de Raúl Serrano. El rodatge va tenir lloc als Estudios Clasa en associació amb el productor Antonio Matouk.

## Musicalització
Durant el transcurs de la pel·lícula Pedro Infante interpretava 5 cançons:
| Cançó              | Autor                                            | Intèrpret     | Acompanyament                                       |
| ------------------ | ------------------------------------------------ | ------------- | --------------------------------------------------- |
| Cucurrucucú paloma | Tomás Méndez S.                                  | Pedro Infante | Mariachi Vargas de Tecalitlán                       |
| ¿Quién será?       | Pablo Beltrán Ruiz                               | Pedro Infante | Trío Los Caporales                                  |
| Grito prisionero   | Gabriel Ruiz Galindo i L. de la Fuente           | Pedro Infante | Orquesta de la Sección de Filarmónicos del S.T.P.C. |
| Nana Pancha        | Fernando Estenoz, Miguel Medina y Antonio Medina | Pedro Infante | Orquesta de la Sección de Filarmónicos del S.T.P.C. |
| Adiós Lucrecia     | Federico Curiel i Rosendo Ruiz                   | Pedro Infante | Orquesta de la Sección de Filarmónicos del S.T.P.C. |

## Comentaris
Aquest film ocupa el lloc 91 dins de la llista de les 100 millors pel·lícules del cinema mexicà, segons l'opinió de 25 crítics i especialistes del cinema a Mèxic, publicada per la revista Somos en juliol de 1994.